# Etana de Kish
Etana de Kish fue uno de los reyes legendarios de la I dinastía de Kish, el décimo tercero, según la Lista Real Sumeria. Vivió en torno al siglo XXIX  a. C. o al XXVIII  a. C, y reinó durante 1.560 años (sic), aunque algunas copias dan sólo 635 años.  En la lista figura como sucesor de Arwium, el hijo de Mashda, y es sucedido por su hijo Balih. 
La lista también llama a Etana el pastor, que ascendió al cielo, y unió a todos los países extranjeros. También es uno de los posibles personajes que encarnaron al Nemrod bíblico, junto con Enmerkar de Uruk y Narmer (el primer faraón).
Sometió a vasallaje a las tierras de Sumer, Elam y otros territorios cercanos. Se le conoce por estabilizar las tierras del Sur de Mesopotamia bajo la cultura sumeria.

## El mito
Una leyenda babilonia dice que Etana, estaba desesperado porque no tenía hijos, hasta que un día salvó a un águila de morir de hambre, la cual le llevó al cielo para encontrar la planta del nacimiento. Así consiguió el nacimiento de su hijo Balih.
En la forma detallada de la leyenda, hay un árbol con un nido de águila en la copa, y una serpiente en la base. Ambos animales han prometido a Utu (dios del sol), cooperar y compartir el alimento con sus crías, pero un día, el águila se come a las crías de la serpiente, que se venga y captura al águila. Utu envía a un hombre, Etana, a ayudar al áquila. Etana la salva, pero pone como condición que le entregue la planta del nacimiento, para poder ser padre. El águila le lleva al cielo del dios Anu, donde en un segundo intento (en un primer intento cae a tierra), consigue la planta.
Se han encontrado tres antiguas versiones de la leyenda: en babilonio antiguo (Susa y Tell Harmal; en asirio medio Asur y la versión estándar en Nínive